# Apsarasa
Apsarasa is een geslacht van vlinders van de familie Uilen (Noctuidae), uit de onderfamilie Acronictinae.

## Soorten
- Apsarasa dajakana Grünberg, 1911
- Apsarasa figurata Moore, 1877
- Apsarasa moluccana Grünberg, 1911
- Apsarasa nigrocaerulea Hampson, 1910
- Apsarasa nigrotarsata Grünberg, 1911
- Apsarasa praslini Boisduval, 1832
- Apsarasa radians Westwood, 1848
- Apsarasa wallacei Moore, 1881